# 鲇鱼山水库
鲇鱼山水库位于中国河南省信阳市商城县县城南侧三公里处的灌河上游，是以防洪、灌溉为主，兼有发电、供水、养殖等功能的大（二）型水库，也是鲇鱼山灌区的主要水源。
2004年，鲇鱼山湖被水利部评为国家水利风景区。2009年被评为“河南十大最美丽的湖”之一。